# هلن چری
هلن چری (انگلیسی: Helen Cherry؛ ۲۴ نوامبر ۱۹۱۵ – ۲۷ سپتامبر ۲۰۰۱) هنرپیشه سینما و تئاتر اهل کشور بریتانیا بود.وی همسر تروور هاوارد بود.
از فیلم‌هایی که وی در آن نقش داشته است می‌توان به آخرین تعطیلات اشاره کرد.